# Agazzano

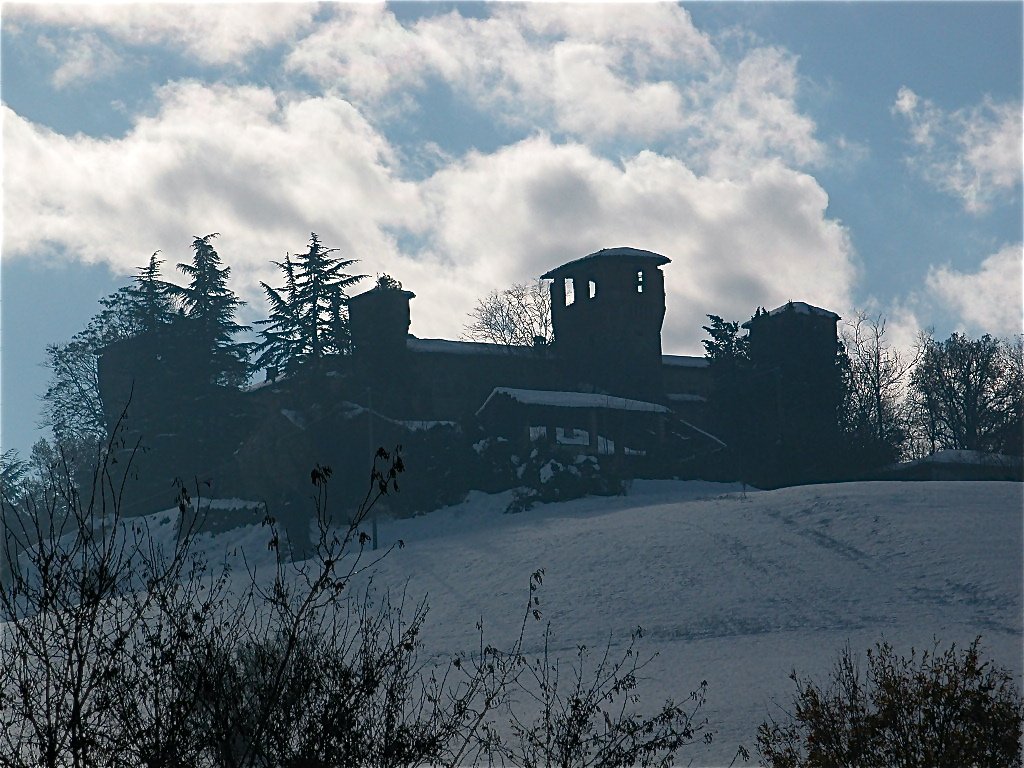
Burg Boffalora in Agazzano

Agazzano ist eine italienische Gemeinde (comune) mit 2008 Einwohnern (Stand 31. Dezember 2023) in der Provinz Piacenza in der Emilia-Romagna. Die Gemeinde liegt etwa 14 Kilometer südwestlich von Piacenza. Der Tidone begrenzt die Gemeinde im Nordwesten und die Luretta im Osten.

## Geschichte
Der Ortsname geht auf die Namensbezeichnung Agathianum zurück. 218 vor Christus war die Gegend Schauplatz der Schlacht an der Trebia zwischen Hannibal und den Römern. Im 2. Jahrhundert nach Christus wird der Ort explizit als pagus lurate erwähnt. Die Burg von Agazzano wurde 1224 errichtet. 